# Station Ranchot
Station Ranchot is een spoorwegstation in de Franse gemeente Ranchot.